# Concattedrale di Baza
La concattedrale di Santa Maria (in spagnolo: Concatedral de Santa María) è il principale luogo di culto del comune di Baza, in Spagna, concattedrale della diocesi di Guadix.

## Storia
Eretta in stile gotico a partire dal 1529 laddove sorgeva l'antica moschea, subì gravi danni durante il terremoto del 1531. Il successivo progetto venne redatto in stile rinascimentale e i lavori si conclusero in meno di due decenni, nel 1549.

## Arte
La torre campanaria è suddivisa in cinque scaglioni, dei quali i tre superiori sono quelli che corrispondono al restauro realizzato nella seconda metà del XVIII secolo, dopo un altro violento terremoto.